# Країна чудіїв
Країна чудіїв — американська комедійна драма, випущена 11 січня 2002 року. Не рекомендовано для перегляду дітям молодше 13 років.

## Сюжет
Шон Брумдер займаючись серфінгом знайшов у піску на пляжі копію роману Маркуса Скіннера. Ця книга легендарного автора, який викладає в університеті Стенфорд, дуже впливає на Шона.
Після цього парубок вирішує, що повинен стати письменником. Але його мрії про відвідування університету Стенфорду й навчання під керівництвом відомого наставника валяться, коли помилково замість документів Шона туди відправляють документи двієчника.
Після ряду невдалих спроб таки потрапити у Стенфорд, Шону залишається останній засіб — за день до закінчення прийому мчати в університет, посадивши за кермо відморозка-брата й прихопивши для підтримки свою подружку.
В Стенфорді брат Шона зваблює секретарку деканату, а потім випадково спалює весь деканат, Шон та його дівчина випадково накачують наркотиками декана, але Шон таки зустрічає Маркуса Скіннера. Розмова з ним допомагає його переосмислити свої бажання і зрозуміти, що щоб стати хорошим письменником не обов'язково покидати дім та всіх рідних та близьких і навчатися у Стенфорді.

## Саундтрек
Саундтрек до фільму було видано на двох дисках 18 грудня 2001.
1. «Defy You» — The Offspring
2. «Story of My Life» (Live) — Social Distortion
3. «The One» — Foo Fighters
4. «Shadow Stabbing» — Cake
5. «Butterfly» — Crazy Town
6. «1st Time» — Bad Ronald
7. «Lay Down Burden» — Brian Wilson
8. «Everything's Cool» — Lit
9. «Glad That It's Over» — 12 Rods
10. «Stick 'Em Up» — Quarashi
11. «Lose You» — Pete Yorn
12. «Under The Tracks» — Creeper Lagoon
13. «Love and Mercy» — Brian Wilson
14. «California» — Phantom Planet
15. «Hello» — (прихований трек) Sugarbomb
16. «The Middle» — Jimmy Eat World